# Incala moesta
Incala moesta är en skalbaggsart som beskrevs av Hermann Julius Kolbe 1897. Incala moesta ingår i släktet Incala och familjen Cetoniidae. Inga underarter finns listade i Catalogue of Life.